# Breitenstein, Mölbling
Breitenstein je naselje v Občini Mölbling v Okraju Šentvid ob Glini na Koroškem v Avstriji.